# Pietro Recanelli Giustiniani
Pietro Recanelli Giustiniani († nach 1363) war ein genuesischer Herr auf Chios.

## Leben
Pietro Recanelli war der führende von acht Teilhabern der mächtigen genuesischen Handelsgesellschaft Maona, die 1346 de facto die Herrschaft auf Chios übernommen hatte. Ihre Geschäfte machten sie vor allem mit dem Export von Alaune und Mastix in den gesamten östlichen Mittelmeerraum.
Als der Doge Simone Boccanegra 1362 nach Differenzen mit den Inselbauern eine neue Maona für Chios arrangierte, nahmen Recanelli und die übrigen Teilhaber den Familiennamen der Giustiniani an. Im folgenden Jahr bestätigte der byzantinische Kaiser Johannes V. Palaiologos ihre Herrschaft über Chios gegen eine jährliche Abgabe von 500 Hyperpyra. Durch die kaiserliche Chrysobulle wurde Recanelli zudem die hohe Hofwürde eines Despoten zuerkannt. Mit Billigung des Kaisers durften die Giustiniani ihr Gebiet auf Samos, Inousses und Phokaia ausdehnen; die Republik Genua räumte ihnen später das Recht ein, eigene Münzen zu prägen.
Pietro Recanelli Giustiniani gilt als Stammvater des genuesischen Zweigs der Giustiniani-Familie.